# Casa do Figureiro
A casa do Figureiro é um local situado na cidade de Taubaté, onde um grupo de Figueiros fabricam, expõem e vendem suas obras esculpidas em argila e barro, inaugurada no ano de 1993. É fruto de uma tradição que remonta aproximadamente á 150 anos. Com a chegada  dos Frades da Ordem de São Francisco em Taubaté no ano de 1674, trouxeram consigo a tradição do culto ao presépio, inspirados em São Francisco de Assis, que fez o primeiro presépio de Natal. Assim alguns moradores da cidade aprenderam com os frades a arte de recriar em barro cru animais e figuras do seu dia a dia, a partir de então se deu início a essa tradição, que está sendo repassada por geração em geração até chegar nos dias atuais.

## Surgimento
Em 1678 os Frades da Ordem de São Francisco, construíram  o convento da ordem franciscana em Taubaté. Por causa da religiosidade da população local, eles influenciaram muito a formação da cidade, adorados por sua dedicação no tratamento dos enfermos, suas artes e ofícios, como a carpintaria, a marcenaria e a escultura eram idolatradas pela população local, iniciando se assim uma das mais antigas tradições artísticas da cidade, as Figureiras de Taubaté. Consta que os frades franciscanos introduziram na cidade o culto ao presépio, atribuído à São Francisco de Assis. Aqueles moradores da cidade que possuíam recursos conseguiam importar as peças da Europa, porém os moradores mais pobres aprenderam com os frades a fazer suas próprias figuras, tradição que se mantém até os dias de hoje. A maioria dos artesãos são descendentes de uma população rural, que ao fazer parte da população urbana, buscavam nas figuras uma maneira de reencontrar suas raízes rurais, não deixando que a vida na cidade grande, levasse embora as tradições, cultura e as lembranças de um povo que criou essa obra.

## Primeiros anos e D. Maria da Conceição Frutuoso Barbosa
Umas das primeiras a se transformar em figureira foi "D. Maria da Conceição Frutuoso Barbosa" nascida em 1 de novembro de 1866 que era uma faxineira que trabalhava (ela era voluntária no convento) no convento Santa Clara localizado na cidade de Taubaté. Após ela encontrar um imagem de Nossa Senhora Imaculada da Conceição, abandonada e danificada no sótão do convento,  prontamente se ofereceu para restaura-la, e por muita insistência conseguiu a autorização dos frades franciscanos. Para a restauração utilizou se de  argila do rio Itaim, D. Maria não tinha o movimento normais das mãos devido a hanseníase ela nunca teve hanseníase, ela era portadora de uma doença degenerativa algo genético pois o irmão dela também era portador da mesma doença, assim sendo, ela confeccionava suas peças com as mãos trêmulas ( ela não tinha o movimento de todos os dedos, sendo assim a dificuldade encontrada por ela era na limitação de movimentos)  e utilizava o queixo para firmar a argila e os objetos.
Sua restauração fez sucesso, e tão logo, ela estava copiando presépios vindos da Europa, que expostos na igreja principal da cidade encantavam a população da cidade, e atendendo a pedidos, iniciou outras pessoas na arte de restaurar e criar personagens no barro cru. Em 1909 D. Maria organizou a comunidade de Taubaté para a construção da Capela de Nossa Senhora Imaculada Conceição, onde doou a imagem por ela restaurada e o terreno para a construção da igreja foi também doado pelos irmãos, sendo a mesma que se encontra na igreja até os dias atuais. D. Maria faleceu em um internato para leprosos (erroneamente pois ela não tinha hanseníase, porém na época não havia exames conclusivos na área) Santo Ângelo em São Paulo, em 26 de agosto de 1950. A Capela original foi destruída em 1982, porém a imagem se manteve intacta. Outra capela foi construída no mesmo ano e se encontra em atividade até os dias de hoje, sob o título de Nossa Senhora Imaculada Conceição do Alto, vinculada a paróquia de São Pedro Apóstolo.

## As Figureiras e Rossini Tavares de Lima

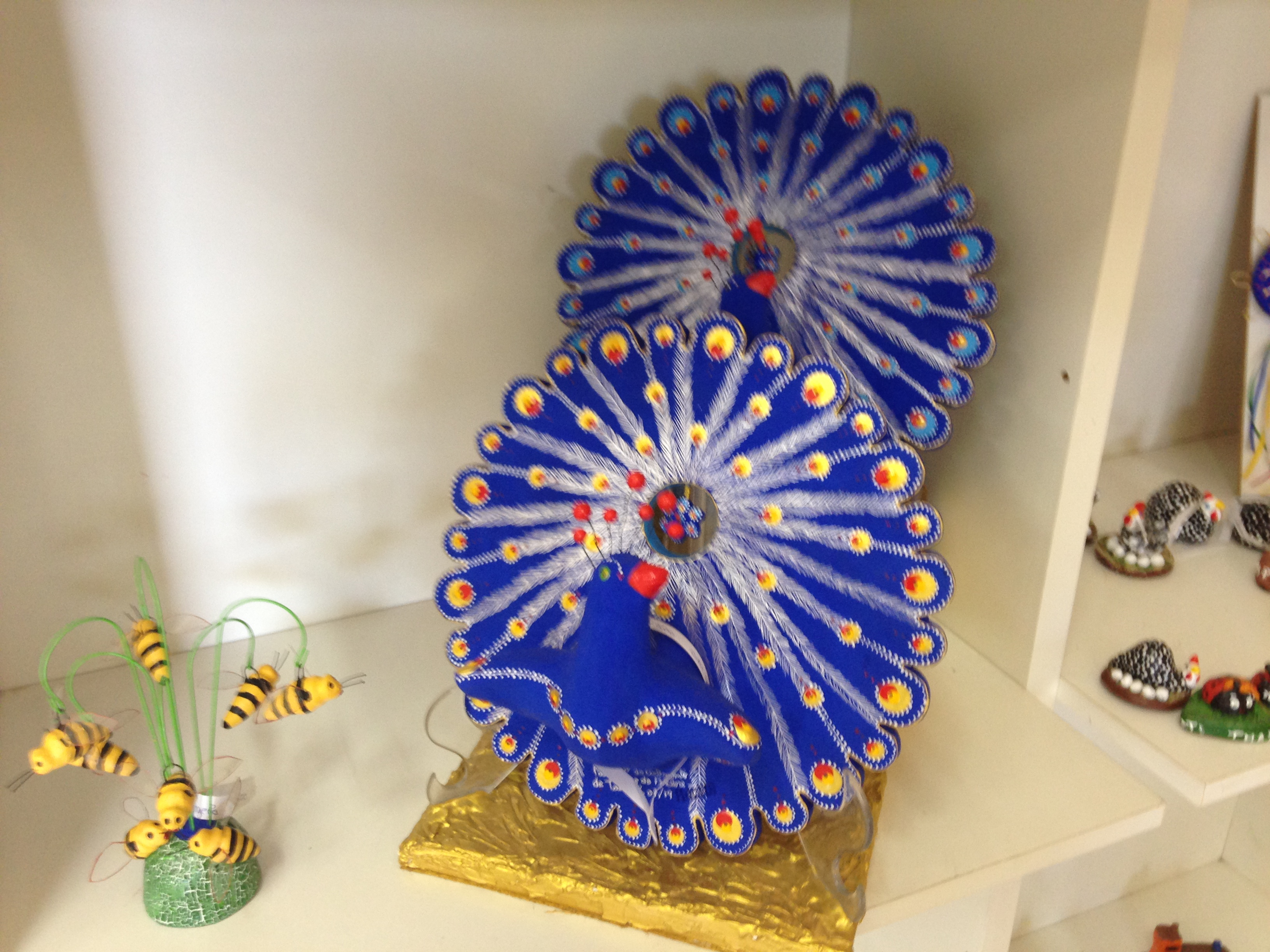
Pavão exposto na casa dos Figureiros.

Segundo o trabalho do pesquisador do Núcleo de Pesquisa e Estudos em Comunicação Social da universidade de Taubaté Francisco de Assis (Assis,2008, p. 6) o trabalho das figureiras não era conhecido fora da cidade de Taubaté até o ano de 1960, foi quando  "Rossini Tavares de Lima" criador do Museu do Folclore de São Paulo, iniciou uma série de exposições, como a do Parque da Água Branca em São Paulo no ano de 1964, trazendo reconhecimento ao trabalho executado pelas figureiras. Outro fator que impulsionou esse reconhecimento, foi o concurso realizado em 1979, para escolher o símbolo do artesanato de São Paulo organizado pela SUTACO (Superintendência do Trabalho Artesanal nas Comunidades) no qual o Pavão modelado pela figureira Maria Cândida Alves Santos, que se inspirou em uma imagem existente na Praça do Mercado Municipal de Taubaté, ganhou o título, uma curiosidade, o pavão vencedor era na cor branco e não azul como os atuais, com isso o trabalho delas ganhou visibilidade, sendo assunto de diversos jornais da época.

## Dias atuais
Inaugurada em 1993, a Casa do Figureiro tem o nome de Maria da Conceição Frutuoso Barbosa, em homenagem à religiosa falecida em 1950, que liderou a construção da primeira Capela da Imaculada Conceição, localizada na rua homônima, onde se concentra o endereço da maioria das figureiras.
Atualmente, a Casa tem cerca de 36 figureiros, sendo que 14 deles são sócios-fundadores, que trabalham em escala de 4 horas diárias. A Sutaco (Superintendência do trabalho manual nas comunidades) ostenta em sua logomarca o pavão, peça mais característica do trabalho das figureiras. Em 1979, o “Pavão de cauda em relevo”, da figureira Maria Cândida Alves Santos, foi eleita e premiada como símbolo do artesanato paulista. Para conceber a peça, Maria Cândida inspirou-se numa imagem que existia na Praça do Mercado Municipal de Taubaté. Desde então, ele constitui-se na marca oficial da autarquia.

## Literatura
- ORTIZ, R. “Cultura Brasileira & Identidade Nacional” São Paulo: Brasiliense, 1994
- Boll, Ricci e Oliveira "As raízes rurais e folclóricas dos Figureiros de Taubaté", 2005